# Nikon D200
Nikon D200 — полупрофессиональный цифровой зеркальный фотоаппарат компании Nikon, анонсированный в ноябре 2005 года. D200 относится к фотоаппаратам средней ценовой категории и занимает промежуточное положение между профессиональными и любительскими камерами. Заменил на рынке Nikon D100.
После выхода Nikon D300 снят с производства.

## Описание

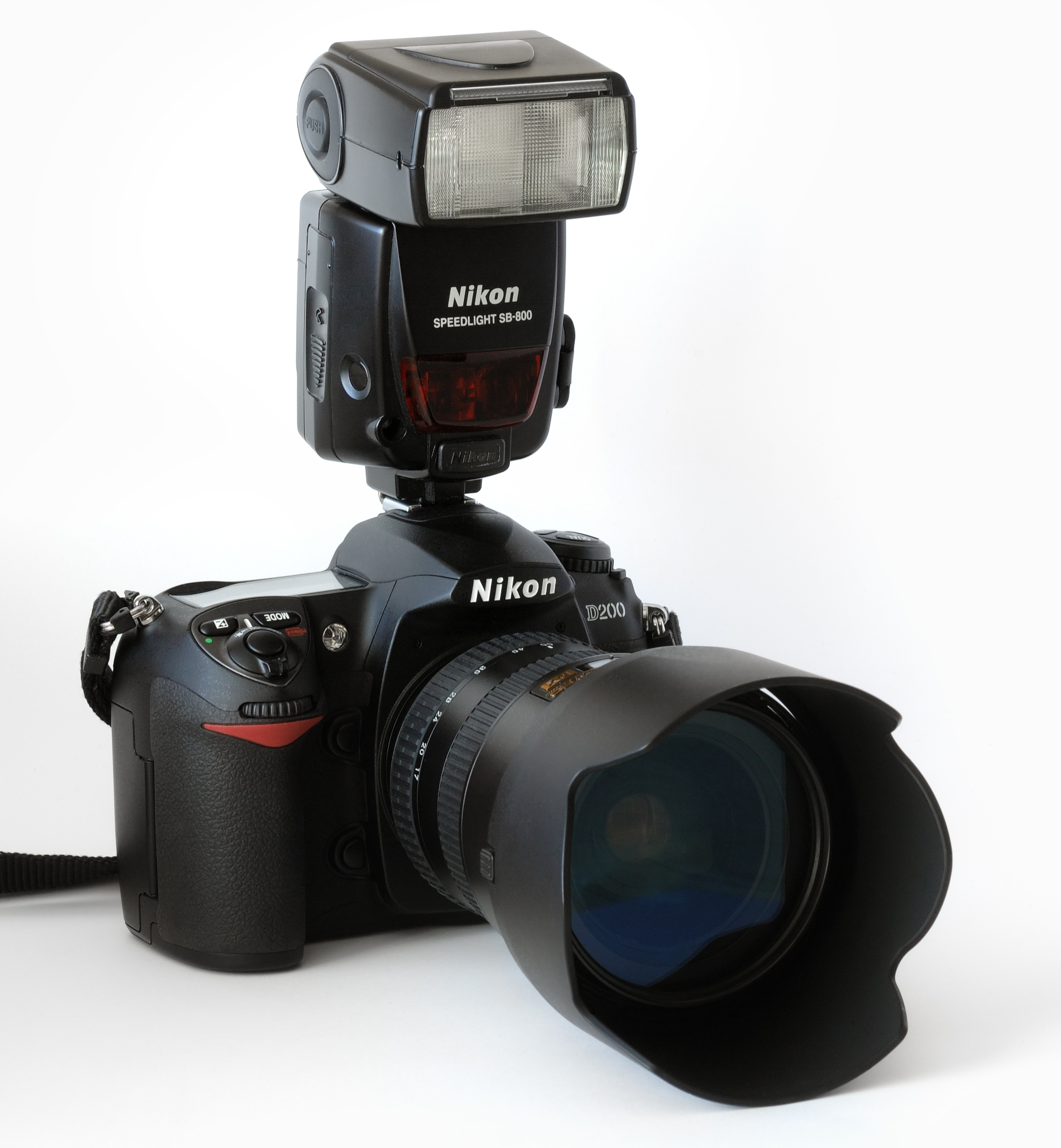
Nikon D200

Nikon D200 представляет собой однообъективную цифровую зеркальную камеру (DSLR) со светочувствительной ПЗС-матрицей (CCD) Sony ICX-483-AQA формата Nikon DX размером 23,7×15,6 мм с эффективным разрешением 10 мегапикселей (максимальное разрешение снимка — 3872×2592). Поддерживается сохранение снимков в форматы JPEG и NEF (Raw).
В камере используется замер экспозиции Nikon 3D Color Matrix Metering II' с 1005-пиксельным RGB сенсором. Аналогичный сенсор используется в профессиональных камерах компании Nikon.

## Комплект поставки
D200 поставляется как в варианте без объектива («Body»), так и с китовым объективом AF-S DX Zoom-Nikkor 18-70 мм f/3,5-4,5G IF-ED («Kit»).
Инструкция, шейный ремень, заглушка для байонета, аккумулятор En-El3e, зарядное устройство, CD с описанием и драйверами, упаковка